# 洛阳战役
洛阳战役是第二次国共内战时期中国人民解放军中原野战军和华东野战军联合发起的一次战役，攻击目标是河南省西部洛阳市，守城方为国民革命军青年军第206师，师长邱行湘，发生于1948年3月，最终中共方面成功最终攻占洛阳，并且活捉国军守城长官邱行湘。

## 背景
青年军第206师，出自胡宗南系统。1944年下半年在陕、甘两省募集学生与知识青年从军。1945年1月在陕西汉中以陕南师管区为基干架子组建，辖第616团（团长赵云飞）、617团、618团。一直在汉中组训至抗战胜利。1946年9月扩编为整编第206师。1947年6月扩编为两旅六团制。
1947年8月，陈赓谢富治兵团渡黄河南下，发动挺进豫西战役，青年军整编第206师在潼关与陕县之间的守军蒋公敏第2旅被全歼。1947年11月底，守洛阳的青年军整编第206师师长萧劲、新闻处处长李峨九以贪污名义被撤职。邱行湘接任青年军206师师长，此时该师不足3个团的兵力。蒋、胡把西安、郑州、开封、许昌等地招收的3000多名青年学生全部补充到206师。206师原隶属陆军徐州总部郑州指挥所，指挥所主任是孙震。1948年1月，206师改归胡宗南指挥，以配合西安绥靖公署副主任裴昌会指挥的第五兵团进至洛阳以西的新安、陕州一带，打通被陈谢兵团切断的陇海路潼洛段铁路，让西北与中原、华东连成一片，确保西安、洛阳、郑州不被解放军“吃掉”，稳定中原战场局势。
1948年2月，彭德怀指挥的西北野战军发动宜川瓦子街战役全歼整编第二十九军军部、两个整编师部、四个整编旅部共八个步兵团3万人。胡宗南主任为为挽救当前危局，确保西安的安全，经蒋介石批准，3月1日西安绥署洛阳指挥所主任兼第五兵团司令官裴昌会奉命率领其部豫西之罗列整编第一军回撤关中。徐州之李振整编第65师、开封之张耀明整编第38师、临汾之鲁崇义整编第30师主力空运西安。1裴昌会兵团西去后，在陇海路郑州至潼关段长达700余里的路线上，仅中间的洛阳有国军1.9万余人驻守，洛阳与郑州之间的巩义黑石关有川军整编第41师的1个团；除此之外，洛阳东西两侧数百里再无任何国军正规军。此时洛阳已成孤城，毛泽东捕捉到这个战机，1948年3月7日2时向陈唐兵团与陈谢兵团下达了攻取洛阳的作战部署，并明确由陈士榘、唐亮统一指挥作战。
1948年3月初，邱行湘迭接陆军郑州指挥所副主任张世希电告和洛阳专区各县情报，解放军主力已由襄禹地区向北疾进，直扑洛阳，战事日趋紧迫，大有一触即发之势。1948年3月5日，蒋介石派专机将邱行湘接到南京，接见训示：“洛阳是秦、晋、豫三省的要冲，是中原与西北联系的要点，一定要作长期‘固守’的打算；要以洛阳为中心，组织民众，训练民众，加强保甲工作，扩大地方武装力量。”“洛阳的邙山、龙门、西工都非常重要，必须加强工事，研究防守，教育部队。飞机场也很重要，必须确实控制。”飞回洛阳后，邱行湘兼任洛阳警备司令官，“在党政军一元化的措施下，洛阳附近的专区以及所属各县统归其指挥。此外，还成立了洛阳警备司令部，设稽查处、军法处，统一军、宪、警察、特务的指挥系统。”第1旅旅长赵云飞为206师副师长兼第1旅旅长，第5师参谋长康步高任第2旅副旅长。第2旅副旅长刘宏远升任206师参谋长兼洛阳警备司令部参谋长。206师新闻处处长赖钟声少将，创办《革命青年》周刊。“为了扫清射界，大拆民房，划到哪里，就拆到哪里。先后拆毁民房总计1500间以上。尤其以东门、东北门沿城墙脚的半边街拆毁得最多，除留下一个清真寺外，几乎全部拆光。”1948年3月上旬，郑州指挥所副主任张世希强调委员长指示邱行湘要守一个月。

## 战前部署
驻守洛阳的是邱行湘青年军206师两旅5团1.9万人（第1旅第2团1个营及第2旅第5团时驻防郑州）,以及“人民服务队”、豫西师管区步兵连、冯克恭保安第1团，以及由沁阳、济源在洛阳的流亡地主组成的一个保警大队。外围据点的龙门、邙山以冯克恭的保安团及沁阳、济源保警大队据守；西工由206师4团一个营据守；城垣守备由206师主力担任；核心阵地由206师1团抽一个营据守。
- 师长杨彬（1945.1）／方先觉（1945.4）/萧劲（1945.10）/邱行湘（1947.11）
- 参谋长刘宏远
- 政治部主任薛纯德（洛阳大屯村人，1902-）/李峨九/赖钟声
- 第1旅，旅长赵云飞/余有壬（1948年3月）下辖第1团、第2团/1947年6月下辖第1团、第2团、第3团
- 第2旅，旅长蒋公敏/盛钟岳（1948年1月）下辖第3团、第4团/1947年6月下辖第4团、第5团、第6团
- 补充团，团长鲍生庾
- 骑兵队、搜索营、迫击炮营、榴弹炮连、战防炮连、野战炮连、重迫击炮连、工兵营、辎重兵营（含汽车连）、军士队（培训新入伍的青年学生）、宪兵连

1948年3月3日，我华东野战军陈唐兵团三纵、八纵和晋冀鲁豫野战军陈谢兵团四纵、九纵及岳太第五军分区部队，抓住这一有力战机，组织28个团10万余人，由陈士榘、唐亮指挥协同发起了洛阳战役。陈士榘的部署是：
- 以中野陈赓四纵、华野孙继先三纵共7万人负责攻城；洛阳南面有河流三道，无法由此攻城；北面、西面均为空旷平原，无以屏障；因此攻打洛阳只有从城东进攻，陈士榘令孙继先三纵负责城东进攻；
- 以王建安八纵在偃师嵩山隘口负责阻击郑州援敌；
- 以秦基伟九纵在新安、渑池负责阻击潼关援敌；
- 以宋时轮十纵在平汉线驻马店至确山之间，负责阻击白崇禧部之增援；
- 定于3月8日发起总攻。

## 战斗经过
1948年3月7日，解放军发起洛阳战役。3月9日黄昏，陈唐兵团第3纵队和陈谢兵团第4纵队强渡伊河、洛河，开始进攻洛阳城外围阵地。八纵二十三旅，为扫清洛阳外围敌人，攻占了黑石关。8日，从杨村渡口强度洛河，击溃河防守敌，乘胜追击，占领了偃师县城，并迅速在城北制高点抢修了不少防御工事。3月10日全歼东站守敌。1948年3月11日下午，解放军开始强攻城垣。
- 洛阳东门是敌人的守备重点，东门瓮城外东西约160米的开阔地带，有5道铁丝网、4道鹿寨、3层伏堡、2道外壕。瓮城城门两侧250米宽的地段上，共有16个大地堡，整个东门用汽油桶、沙袋、砖头块垒着。城墙、城门、地堡上的枪眼密如蜂窝。担任东门主攻任务的是华东野战军3纵8师23团1营。战斗开始后，营长张明指挥3个连队密切配合，冒雨连续突破10多道障碍工事，炸开两道城门，击退国民党军数次反扑，为后续部队开辟了前进道路，创造了我军攻城战的范例，对保证战役胜利起到了重大作用。战至午夜，第三纵队第八师第二十三团第一营在营长张明率领下，冒着炽热的炮火和滂沱大雨，经5小时的激烈争夺，打开两道城门，首先突破洛阳东门，占领瓮城。邱行湘赶往前线，下令第一旅旅长不惜一切代价把进入瓮城的解放军打出去，把突破口夺回来。邱行湘亲自指挥步炮兵南北夹击，反复冲击均未奏效。情急之中，邱行湘下令重炮部队猛烈射击截断东门通道打断解放军增援，再次发动炙热反扑。战至天明，东门的突破口反被解放军愈撕愈大，进入的部队越来越多，而且沿着东门大街突入市内。邱行湘退守在东门大街的鼓楼上，指挥着惨烈的巷战。败退的部队麇集在民房内，解放军逐屋争夺，进展迅速。邱行湘迭电南京告急，蒋介石回电称：“已饬外围兵团兼程驰援，希鼓励三军，奋勇杀敌，坚守阵地。”战至3月12日中午，东门的解放军已推进到了城区中心。
- 中原野战军4纵10旅28团2营5连在强攻洛阳西门的战斗中，作为突击连执行冲锋任务。战斗异常惨烈，5连的指战员们冒着交错、密集的火力封锁，撕开拦在西门外的铁丝网、拒马，将外城墙炸开一个缺口成功攻入西门。5连也付出了惨重代价，全连120多人只剩下19人，战后被授予“洛阳英雄连”称号。鏖战19个小时，四纵十旅二十八团二营五连，战斗下来只剩下19个人，还有9个轻伤员，终于攻克西门。
- 南门外不远处就是洛河，攻城部队无法大规模展开，第11旅的炮火不足以完全压制国军，采取爆破的手段进攻。3月12日下午14点左右，四纵十三旅三十二团和三十七团经过艰苦的战斗，攻克了南门。

攻城各路解放军分由西门、南门、北门和东北门相继突入，守军仅保有西北城墙一个阵地与洛阳中学的核心阵地。城内四处溃退下来的国军被压缩到洛阳中学以南几条街道的狭小地区内。3月12日，守军尚存的5000余人退入核心阵地，固守待援。3月13日，攻城部队对核心阵地开展了进攻，守军依托有利地形和坚固工事进行顽抗，火力猛烈。第3纵队和第4纵队连续发动进攻，但收效甚微，前进受阻。解围的孙元良兵团和胡琏兵团已经抵达洛阳城东的黑石关和登封，距离洛阳已经只剩下几十公里。由于时间紧迫，陈士榘亲自来到城内观察了解情况，随后召开会议，决定在3月14日下午，集中所有炮火，对邱行湘的核心阵地发起轰击。
战役打响后，蒋介石立即令郑州孙元良、西安胡宗南、武汉白崇禧出兵增援。
- 胡宗南令驻守潼关之张耀明整编第38师两个旅东进增援，在新安、渑池一线与秦基伟的中野九纵相持；
- 孙元良率整编第41、第47师4个旅自郑州、许昌西进；王建安指挥华野八纵在偃师嵩山隘口阻援，孙元良逡巡不前，绝不孤军西进，一定要等胡琏部到达才统一行动。
- 白崇禧令驻马店之胡琏整编第11师赴援。这时整三师正在调整，不能参加行动。胡琏以这次行动要通过豫西山地带，攀越嵩山高峰，道路崎岖，难以行动。若携快速纵队同往，必致深陷泥淖，牵制部队不能畅行，欲速反不达。于是决定：将快速纵队全部留驻马店，考虑到快速纵队不能单独作战，为保障其安全，命令整第十八旅旅长萧锐率该旅两个团留在驻马店，以资保护。其另一个团，则随师行动。胡即率7个步兵团，配属的工兵团及各兵种，向北疾进，到达许昌后，折向西行，经禹县到达嵩山下的登封县。郑州绥署孙元良派出川军整47师陈仕俊125旅附第二快速纵队，归胡琏指挥，亦经密县同时到达，归入指挥。嵩山以西是连亘山地带，山腹有一条通往洛阳的唯一高踞的隘路。宋时轮指挥华野十纵在西面高地，占领侧射阵地以封锁隘路。胡琏命杨伯涛驱逐解放军。3月11日两军缠斗到嵩山南麓登封。杨伯涛忙里偷闲游览了嵩山庙和少林寺。下了隘路口，西向洛阳，是一带平坦开阔地，3月13日晨整11师到达龙门以东的伊河沿岸，前一晚暴雨山洪，伊河水位暴涨，水流湍急，不能徒涉，急流中架桥困难，大部队麇群河岸，望河兴叹。这里离洛阳只30多里，耳闻洛阳方向传来的激烈枪炮声，不禁焦急如焚。

3月13日晚邱行湘致电蒋介石：“援军被伊水阻隔，此乃天意，非人之过，邱行湘誓与洛阳共存亡。”蒋介石电告孙元良：“再徘徊不前，定当军法严惩不贷！”孙元良接电后率部进抵偃师，闻18军阻于山洪尚未渡过伊河，便又停止前进。
3月14日17时，攻城解放军发起最后攻击，对西北城角“核心工事”发起总攻击。陈赓的《回忆洛阳战役》写：“面对邱行湘的负隅顽抗，我军前线指挥部专门研究了对策。”“考虑到进行坑道爆破攻击的把握较小，进行地面攻坚的伤亡过大，决定用炮火轰击。于是，我们不得不在最短的时间内，集中了中原各战场最多的炮与弹，然后像雨点一般落向敌军核心阵地，粉碎了邱行湘洛阳固若金汤的神话……” 邱行湘曾爬上设在南面大楼楼顶的观测所目睹解放军把洛阳仓库的物资外运，判断解放军主力可能马上西撤。随即南面的大楼轰然倒塌，邱行湘转移到核心阵地的西南角地堡继续指挥战斗。从偃师和洛河方向传来炙密的炮声，邱行湘判断援军已到，入坑道指挥士兵死死堵住坑道的东西两头，将士每人悬赏新币千万元，坚持到解围最后一分钟。当晚子夜时分，坑道的东口终于被解放军突破，邱行湘从腰间掏出手枪，对准自己头颅，欲抠动扳机，手枪却被身边的参谋长一把夺去。3月14日夜24时攻克全城，青年军206师覆没。
3月15日晚，整11师终于全部渡过伊河；16日深夜，整11师再强渡洛河。
3月17日，陈士榘、陈赓主动撤出洛阳。17日上午，整48师、整11师及整124旅进占洛阳。18日晨，张耀明整38师抵达。稍后，整41师严翊124旅亦抵洛阳。《中央日报》用通栏《洛阳城郊战事炽烈，窜犯西工共匪已被守军歼灭》作为标题，头版头条刊登：“此间戡乱建国运动委员会顷电坚守洛阳卒败匪众之国军整编师长邱行湘，表示敬意，并另募集大批慰劳品，准备前往犒劳”，“洛阳周围残匪，17日晚已肃清，具报死伤万人以上。此历史古城经忧患安保无恙，增援国民一部已进驻城内，一部正向败退之匪乘胜追击……”

## 战后
洛阳战役解放军攻克洛阳、新安、渑池、偃师等4座县城及龙门街、白马寺等重要市镇据点多处。全歼青年军二○六师，计一个师部、第一、第二两个旅部，第一、二、三、四、六等五个整团（缺第五团）及中央炮兵第十团第二营之第五连、第八团第二营之两个连、第五十一团第四营之第十连等四个炮兵连，联勤总部洛阳兵站分监部，独立汽车队第五营，洛阳宪兵队，洛阳航空站，河南第十行政督察专员公署兼保安司令部，洛阳县政府，自卫大队等，并歼灭增援之十一师、三八师、四一师及四七师等各一部。毙伤四千九百余名（其中毙伤增援敌一千九百余名），生俘二○六师师长兼洛阳警备司令邱行湘中将，副师长兼第一旅旅长赵云飞少将，副旅长曹乐天少将，第二旅副旅长鲁一少将，师副参谋长符绍基少将、新闻处处长赖钟声少将，保安第四旅旅长王鼎军少将，第一团团长龙章铎，第三团团长蔡湘澄，第三团副团长吴良佐，第六团团长方景林，行政督察专员兼保安司令刘焕东少将，洛阳县长郭仙舫等以下一万五千余名。缴获美造榴弹炮三门、野炮六门、战防炮十门、化学重迫击炮三门、八二迫击炮六十七门、六○炮九十二门、火箭筒四个、重机枪八十九挺、轻机枪三百五十三挺、汤姆枪一百四十五支、加拿大式一百四十三支、战防枪二十三支、步马枪六千九百五十四支、火焰喷射器两具、各种炮弹一万七千七百四十九发、各种子弹一百六十七万二千七百一十一发、火箭筒弹五十四发、掷弹筒弹三千零八十七发、枪榴弹一千二百零六发、炸药二万斤、汽车四十六辆、汽油二千桶、电台三十八座、电话机一○六个、总机八部、军粮七十七万四千五百九十七斤、法币二百三十七亿元及其他军用物资甚多。
洛阳之战是解放军转入战略进攻以来，在南线战场夺取的第一座国民党军坚固防守的中等城市，切断了国民党在中原与西北的铁路联系，巩固和扩大了豫陕鄂解放区，掩护刘邓大军主力的休整，配合了西北野战军作战，取得了攻克国军坚固设防城市的经验，为解放军逐鹿中原提供了有力的后方支撑。
1948年3月12日经中央批准成立洛阳工委，唐亮任书记，豫陕鄂边区行署副主任杨少桥任副书记。
1948年3月15日，毛泽东为中共中央委员会起草祝贺洛阳大捷电文：

刘伯承、邓小平、李先念、陈毅、粟裕、陈士榘、唐亮、陈赓、谢富治诸同志及江淮河汉人民解放军指挥员战斗员全体同志，特别是攻洛兵团的同志们：

　　庆祝你们解放洛阳，全歼敌青年军二零六师的伟大胜利。我江淮河汉各军深入敌境英勇奋斗，歼灭了大量敌军，创立了广大的根据地，解放了广大的受苦难的人民。此次又攻克洛阳，全歼守敌，特向我全体指战员同志表示慰问之意。尚望继续努力，为解放整个江淮河汉地区而战。

　　中共中央委员会

　　一九四八年三月十五日

陈士榘在回忆录中写：“这一胜利，动摇了敌人守备城市的信心，改变了豫西解放区的局面，提高了我军的攻坚战术技术水平，为继续夺取大城市打下基础。”
3月18日解放军主动撤出洛阳。1948年4月4日，陈谢兵团第九纵队再次攻打洛阳。西边是27旅，东边是26旅。4月5日，攻克洛阳，全歼整编第41师第124旅第371团及洛阳保安团，俘第371团团长冉仓、副团长张克俊以下1000余人。四纵政治部主任刘有光任洛阳工委书记，豫陕鄂边区行署副主任杨少桥任洛阳市市长。4月6日，解放军从洛阳东进，偃师第三次解放，成立偃师县民主政府。洛阳专署专员贺崇升兼偃师县长。4月17日，郭莆任偃师县副县长，代行县长职务，全县成立了9个区政府，并建立了乡村政权。第二次洛阳战役共歼敌4800余人，解放军已控制陇海铁路郑州以西至渑池段200余公里。在解放洛阳的两次战役中，人民解放军有6379名指战员伤亡。
4月8日，毛泽东为中共中央起草电报《再克洛阳后给洛阳前线指挥部的电报》；因为它的内容不但适用于洛阳，也基本上适用于一切新解放的城市，所以这个电报同时发给了其他前线和其他地区的领导同志。 

此次再克洛阳，可能巩固。关于城市政策，应注意下列各点。

　　一、极谨慎地清理国民党统治机构，只逮捕其中主要反动分子，不要牵连太广。
　　二、对于官僚资本要有明确界限，不要将国民党人经营的工商业都叫作官僚资本而加以没收。对于那些查明确实是由国民党中央政府、省政府、县市政府经营的，即完全官办的工商业，应该确定归民主政府接管营业的原则。但如民主政府一时来不及接管或一时尚无能力接管，则应该暂时委托原管理人负责管理，照常开业，直至民主政府派人接管时为止。对于这些工商业，应该组织工人和技师参加管理，并且信任他们的管理能力。如国民党人已逃跑，企业处于停歇状态，则应该由工人和技师选出代表，组织管理委员会管理，然后由民主政府委任经理和厂长，同工人一起加以管理。对于著名的国民党大官僚所经营的企业，应该按照上述原则和办法处理。

　　对于小官僚和地主所办的工商业，则不在没收之列。一切民族资产阶级经营的企业，严禁侵犯。

　　三、禁止农民团体进城捉拿和斗争地主。对于土地在乡村家在城里的地主，由民主市政府依法处理。其罪大恶极者，可根据乡村农民团体的请求送到乡村处理。

　　四、入城之初，不要轻易提出增加工资减少工时的口号。在战争时期，能够继续生产，能够不减工时，维持原有工资水平，就是好事。将来是否酌量减少工时增加工资，要依据经济情况即企业是否向上发展来决定。

　　五、不要忙于组织城市人民进行民主改革和生活改善的斗争。要等市政管理有了头绪，人心已经安定，经过周密调查，弄清情况和筹有妥善解决办法的时候，才可以按情况酌量处理。

　　六、大城市目前的中心问题是粮食和燃料问题，必须有计划地加以处理。城市一经由我们管理，就必须有计划地逐步解决贫民的生活问题。不要提“开仓济贫”的口号。不要使他们养成依赖政府救济的心理。

　　七、国民党员和三青团员，必须妥善地予以清理和登记。

　　八、一切作长期打算。严禁破坏任何公私生产资料和浪费生活资料，禁止大吃大喝，注意节约。九、市委书记和市长必须委派懂政策有能力的人担任。市委书记和市长应该对所属一切工作人员加以训练，讲明各项城市政策和策略。城市已经属于人民，一切应该以城市由人民自己负责管理的精神为出发点。如果应用对待国民党管理的城市的政策和策略，来对待人民自己管理的城市，那就是完全错误的。 

1948年4月在南京重建第206师。师长唐守治/邱希贺（1949年1月）。下辖第616团、第617团、第618团。1952年11月改称第51师。
宜川瓦子街战役后胡宗南抽调大批部队回援西安、关中造成平汉路以西的兵力空虚。继洛阳战役后，中原解放军又继续发动了宛西战役（1948年5月初）、宛东战役（1948年5月底）、襄樊战役（1948年7月初）。
1948年5月洛阳市人民政府统计，城内户籍登记10.2万人。
1948年7月7日，华东野战军前方委员会授予华野第3纵队8师23团1营“洛阳营”荣誉称号。